# Murdoch (Western Australia)
Murdoch ist ein Außenbezirk von Perth im Verwaltungsbezirk City of Melville des australischen Bundesstaates Western Australia. Im Jahr 2021 hatte der Ort 3352 Einwohner. Er wurde 1974 gegründet und nach dem 1874 geborenen Sir Walter Logie Forbes Murdoch benannt, der ein Professor für Englisch an der neuen Universität von Western Australia war. Er war Kanzler der Hochschule von 1943 bis 1947. Kurz nach seinem Tod 1970 wurde die zweite Universität in Perth ihm zu Ehren benannt. Die Murdoch University und der Campus der South Metropolitan TAFE befinden sich ebenso in Murdoch wie das Kennedy Baptist College für Schüler der siebten bis zwölften Klasse. Es gibt hier außerdem das St John of God und das Fiona Stanley Hospital.

## Lage
Murdoch liegt zwischen den Orten Winthrop, Bateman, Bull Creek, Leeming, North Lake und Cardinya. Die Entfernung zu Perth beträgt etwa 12 Kilometer.

## Bevölkerung
Von den 3352 Einwohnern waren 2021 45,4 % männlich und 54,6 % weiblich. Das Durchschnittsalter lag bei 43 Jahren. Die 749 Familien hatten im Durchschnitt 1,8 Kinder, und es lebten durchschnittlich 2,5 Menschen pro Haushalt. 1697 Personen wurden in Australien geboren.

## Persönlichkeiten
- Elizabeth Alchin (* 2004), Beachvolleyballspielerin
- Sophie Alchin, Volleyballspielerin